# Armatura vietnamita
Molteplici armature vietnamite (lingua cinese 安南甲服, vietnamita : Việt-binh khôi-giáp o An-nam giáp-phục) sono state prodotte in oltre due millenni di conflitti armati che hanno interessato il paese dalla Preistoria all'Età Contemporanea. Tuttavia, causa della mancanza di documenti e budget per gli studi archeologici, gli studi ed i relativi reperti sono ad oggi ancora scarsi.

## Preistoria-II secolo
La completa assenza di documenti storici nativi e la mancanza di dettagli nei documenti cinesi delle stesse epoche hanno reso molto difficile il monitoraggio dello sviluppo dell'armatura in Vietnam nel corso dell'Età del bronzo e dell'Età del ferro, entrambe ivi rappresentante dalla c.d. "Cultura di Don Song". Le prove fisiche sono state l'unica fonte per lo studio dell'opera degli armorari vietnamiti.
Il tipo più comune di armatura trovato nel Vietnam del Nord è l'armatura a specchio, qui costituita da una piastra quadrata o rettangolare di metallo o legno fissata al petto del guerriero. Un tipo d'armatura che forniva una protezione minima contro i colpi taglienti e di striscio. Per la protezione degli arti, c'erano vambraci e schinieri in bronzo, a volte a forma di anelli multipli avvolti attorno agli avambracci e alle gambe di chi li indossa, sebbene fossero fusi come pezzi singoli. La maggior parte dei vambrace e degli schinieri avevano piccoli tintinnabuli attaccati, una caratteristica riscontrabile anche nelle armature di epoche successive.
Meno comune era l'armatura lamellare, costituita da piccole scaglie metalliche fissate insieme per fornire protezione e flessibilità allo stesso tempo. Un'armatura lamellare completa non è stata ancora trovata ma le singole squame sono state scoperte in quantità considerevole. Ogni squama ha solo 2 fori per il passaggio di un pezzo di corda, suggerendo che il metodo di costruzione potrebbe essere stato diverso dalle controparti cinesi e coreane, di fattura molto più raffinata. 
Non è poi chiaro se le armature lamellari e a specchio fossero usate insieme o indossate separatamente.

## III-XIX secolo
Le prove fisiche di armature vietnamite medievali e pre-moderne sono di gran lunga molto più rare di quelle antiche. La conoscenza della loro esistenza si acquisisce quasi esclusivamente attraverso le raffigurazioni nei testi storici e nelle arti. La Storia di Song, una delle Ventiquattro Storie, informa che nel 981 i Song sconfissero le forze nordvietnamite (Đại Việt) e presero diecimila armature come bottino.
Le armature erano fabbricate con vari tipi di materiale. I materiali più conosciuti sono il ferro e il cuoio. Il signore della guerra Nguyễn Nộn indossava una tuta di ferro che non riusciva a proteggerlo da una picca conficcata nella schiena. La Raccolta dei costumi della dinastia Lê notava che ogni magistrato di ogni contea o mercato doveva raccogliere 100 pelli di bufalo e 2 corna per modellare armature e armi.

## Galleria d'immagini

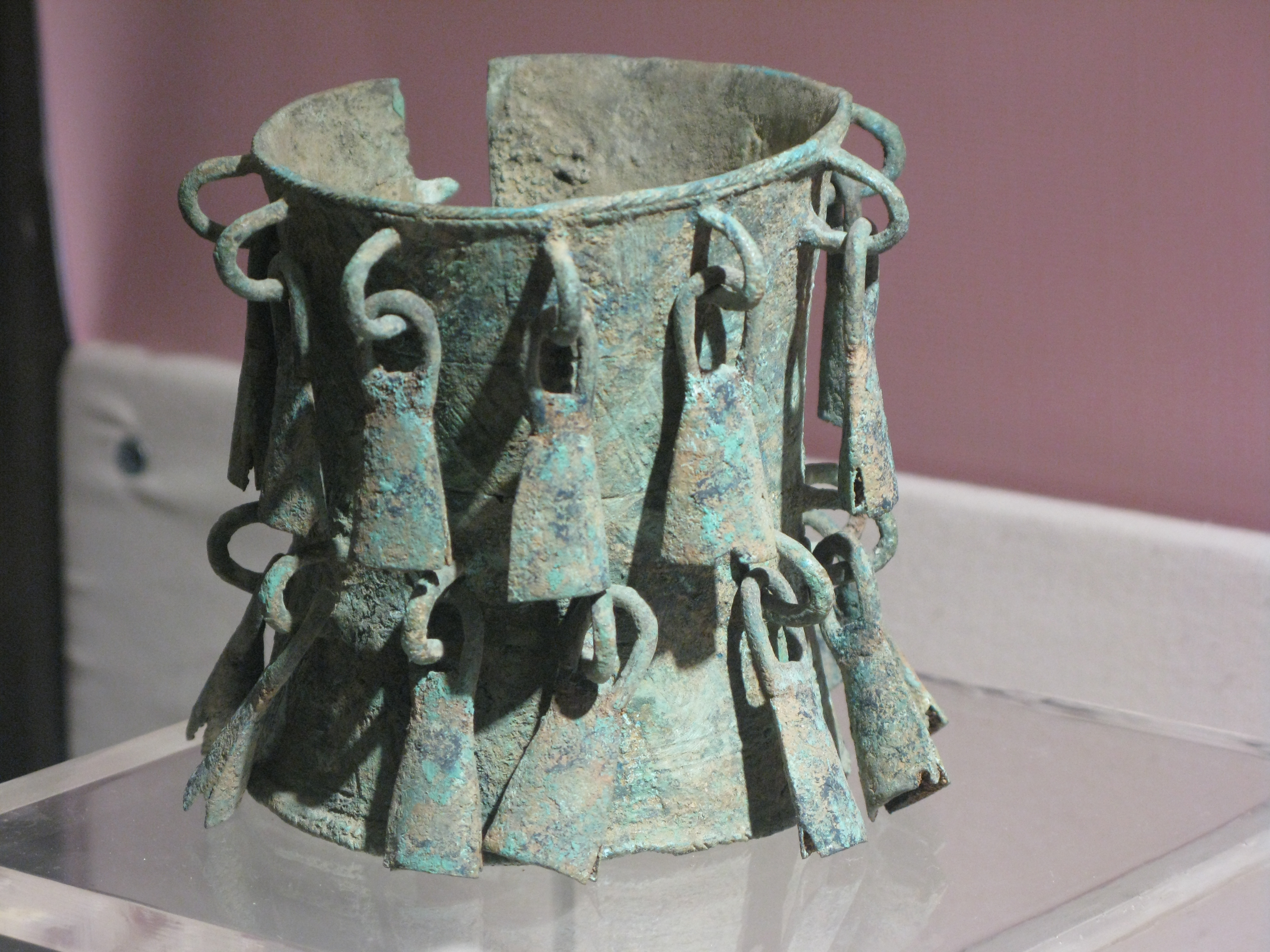
Schiniere in bronzo - IV secolo a.C.
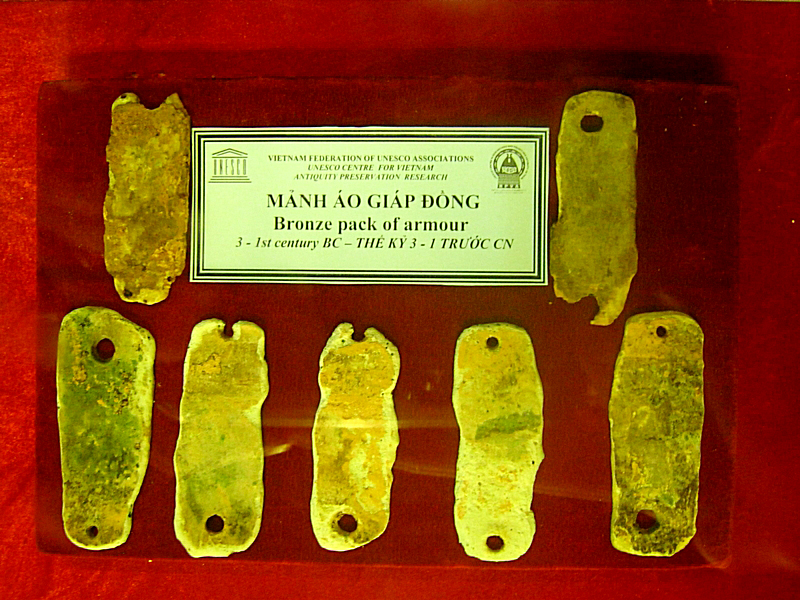
Lamelle di bronzo - dal III-I secolo a.C.
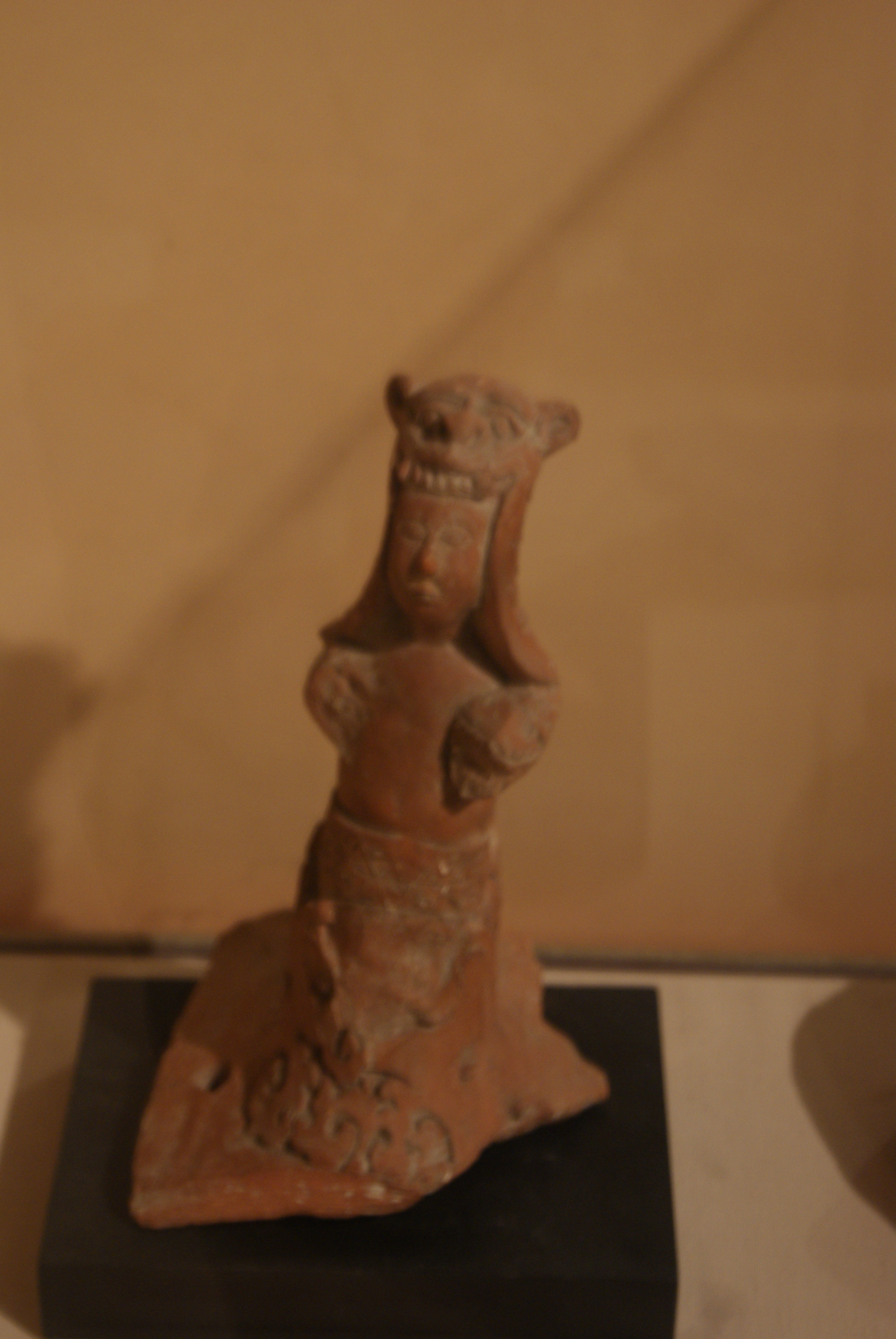
Piccola statuina di guerriero corazzato con elmo di leone - XIII secolo.
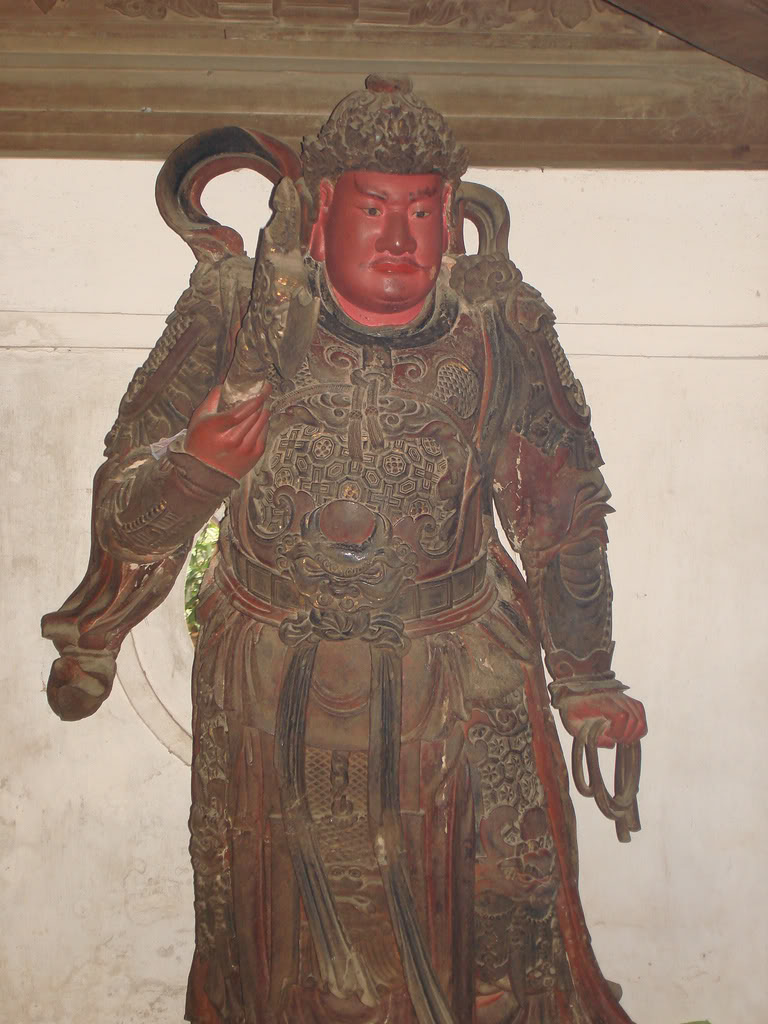
Statua in legno laccato di un re guardiano del buddismo - Tempio di Tây Phương (Hanoi).